# Атлетика на Летњим параолимпијским играма 2016 — бацање копља за жене
Бацање копља за жене, била је једна од 29 дисциплина атлетског програма на Летњим параолимпијским играма 2016. у Рио де Жанеиру, Бразил. Такмичење је одржано од 9. до 17. септембра  на Олимпијском стадиону Жоао Авеланж.

## Земље учеснице
Учествовало је 50 такмичарки из 32 земље.
1. Азербејџан (1)
2. Алжир (2)
3. Аустралија (2)
4. Аустрија (1)
5. Бразил (4)
6. Бугарска (1)
7. Венецуела (1)
8. Иран (2)
9. Јужноафричка Република (1)
10. Кина (6)
11. Кинески Тајпеј (1)
12. Колумбија (2)
13. Летонија (1)
14. Малта (1)
15. Мароко (1)
16. Мексико (2)
17. Немачка (2)
18. Нигерија (1)
19. Нови Зеланд (2)
20. Оман (1)
21. Панама (1)
22. Пољска (2)
23. САД (1)
24. Србија (1)
25. Тајланд (1)
26. Тунис (3)
27. Узбекистан (1)
28. Уједињени Арапски Емирати (1)
29. Уједињено Краљевство (1)
30. Финска (1)
31. Хрватска (1)
32. Чешка (1)

## Рекорди пре почетка такмичења
(стање 8. септембра 2016)

### Класа Ф12
| Рекорди пре почетка Параолимпијских игара 2016.     | Рекорди пре почетка Параолимпијских игара 2016. | Рекорди пре почетка Параолимпијских игара 2016. | Рекорди пре почетка Параолимпијских игара 2016. | Рекорди пре почетка Параолимпијских игара 2016. | Рекорди пре почетка Параолимпијских игара 2016. |
| --------------------------------------------------- | ----------------------------------------------- | ----------------------------------------------- | ----------------------------------------------- | ----------------------------------------------- | ----------------------------------------------- |
| Светски рекорд                                      | 42,73                                           | Јупинг Џао                                      | Кина                                            | Пекинг, Кина                                    | 22. април 2016.                                 |
| Параолимпијски рекорд                               | 42,51                                           | Тања Драгић                                     | Србија                                          | Лондон, Уједињено Краљевство                    | 5. септембар 2012.                              |
| Рекорди после завршених Параолимпијских игара 2016. |                                                 |                                                 |                                                 |                                                 |                                                 |
| Параолимпијски рекорд                               | 42,58                                           | Ирада Алијева                                   | Азербејџан                                      | Рио де Жанеиро, Бразил                          | 17. септембар 2016.                             |

### Класа Ф13
| Рекорди пре почетка Параолимпијских игара 2016.     | Рекорди пре почетка Параолимпијских игара 2016. | Рекорди пре почетка Параолимпијских игара 2016. | Рекорди пре почетка Параолимпијских игара 2016. | Рекорди пре почетка Параолимпијских игара 2016. | Рекорди пре почетка Параолимпијских игара 2016. |
| --------------------------------------------------- | ----------------------------------------------- | ----------------------------------------------- | ----------------------------------------------- | ----------------------------------------------- | ----------------------------------------------- |
| Светски рекорд                                      | 43,82                                           | Гуоли Танг                                      | Кина                                            | Гросето, Италија                                | 12. јун 2016.                                   |
| Параолимпијски рекорд                               | 33,65                                           | Ја-Тинг Лиу                                     | Кинески Тајпеј                                  | Лондон, Уједињено Краљевство                    | 2. септембар 2012.                              |
| Рекорди после завршених Параолимпијских игара 2016. |                                                 |                                                 |                                                 |                                                 |                                                 |
| Светски рекорд                                      | 44,58                                           | Нозимакон Кајумова                              | Узбекистан                                      | Рио де Жанеиро, Бразил                          | 17. септембар 2016.                             |
| Параолимпијски рекорд                               | 44,58                                           | Нозимакон Кајумова                              | Узбекистан                                      | Рио де Жанеиро, Бразил                          | 17. септембар 2016.                             |

### Класа Ф34
| Рекорди пре почетка Параолимпијских игара 2016.     | Рекорди пре почетка Параолимпијских игара 2016. | Рекорди пре почетка Параолимпијских игара 2016. | Рекорди пре почетка Параолимпијских игара 2016. | Рекорди пре почетка Параолимпијских игара 2016. | Рекорди пре почетка Параолимпијских игара 2016. |
| --------------------------------------------------- | ----------------------------------------------- | ----------------------------------------------- | ----------------------------------------------- | ----------------------------------------------- | ----------------------------------------------- |
| Светски рекорд                                      | 20,98                                           | Лиџуен Цоу                                      | Кина                                            | Доха, Катар                                     | 29. октобар 2015.                               |
| Рекорди после завршених Параолимпијских игара 2016. |                                                 |                                                 |                                                 |                                                 |                                                 |
| Светски рекорд                                      | 21,86                                           | Лиџуен Цоу                                      | Кина                                            | Рио де Жанеиро, Бразил                          | 9. септембар 2016.                              |
| Параолимпијски рекорд                               | 21,86                                           | Лиџуен Цоу                                      | Кина                                            | Рио де Жанеиро, Бразил                          | 9. септембар 2016.                              |

### Класа Ф37
| Рекорди пре почетка Параолимпијских игара 2016. | Рекорди пре почетка Параолимпијских игара 2016. | Рекорди пре почетка Параолимпијских игара 2016. | Рекорди пре почетка Параолимпијских игара 2016. | Рекорди пре почетка Параолимпијских игара 2016. | Рекорди пре почетка Параолимпијских игара 2016. |
| ----------------------------------------------- | ----------------------------------------------- | ----------------------------------------------- | ----------------------------------------------- | ----------------------------------------------- | ----------------------------------------------- |
| Светски рекорд                                  | 37,86                                           | Зирлене Коељо                                   | Бразил                                          | Лондон, Уједињено Краљевство                    | 8. септембар 2012.                              |
| Параолимпијски рекорд                           | 37,86                                           | Зирлене Коељо                                   | Бразил                                          | Лондон, Уједињено Краљевство                    | 8. септембар 2012.                              |

### Класа Ф46
| Рекорди пре почетка Параолимпијских игара 2016.     | Рекорди пре почетка Параолимпијских игара 2016. | Рекорди пре почетка Параолимпијских игара 2016. | Рекорди пре почетка Параолимпијских игара 2016. | Рекорди пре почетка Параолимпијских игара 2016. | Рекорди пре почетка Параолимпијских игара 2016. |
| --------------------------------------------------- | ----------------------------------------------- | ----------------------------------------------- | ----------------------------------------------- | ----------------------------------------------- | ----------------------------------------------- |
| Светски рекорд                                      | 41,15                                           | Катажина Пјекарт                                | Пољска                                          | Лондон, Уједињено Краљевство                    | 1. септембар 2012.                              |
| Параолимпијски рекорд                               | 41,15                                           | Катажина Пјекарт                                | Пољска                                          | Лондон, Уједињено Краљевство                    | 1. септембар 2012.                              |
| Рекорди после завршених Параолимпијских игара 2016. |                                                 |                                                 |                                                 |                                                 |                                                 |
| Светски рекорд                                      | 43,01                                           | Холи Арнолд                                     | Велика Британија                                | Рио де Жанеиро, Бразил                          | 13. септембар 2016.                             |
| Параолимпијски рекорд                               | 43,01                                           | Холи Арнолд                                     | Велика Британија                                | Рио де Жанеиро, Бразил                          | 13. септембар 2016.                             |

### Класа Ф53
| Рекорди пре почетка Параолимпијских игара 2016. | Рекорди пре почетка Параолимпијских игара 2016. | Рекорди пре почетка Параолимпијских игара 2016. | Рекорди пре почетка Параолимпијских игара 2016. | Рекорди пре почетка Параолимпијских игара 2016. | Рекорди пре почетка Параолимпијских игара 2016. |
| ----------------------------------------------- | ----------------------------------------------- | ----------------------------------------------- | ----------------------------------------------- | ----------------------------------------------- | ----------------------------------------------- |
| Светски рекорд                                  | 11,87                                           | Естер Ривера                                    | Мексико                                         | Рио де Жанеиро, Бразил                          | 13. август 2007.                                |
| Параолимпијски рекорд                           | 11,69                                           | Естер Ривера                                    | Мексико                                         | Пекинг, Кина                                    | 13. септембар 2008.                             |

### Класа Ф54
| Рекорди пре почетка Параолимпијских игара 2016.     | Рекорди пре почетка Параолимпијских игара 2016. | Рекорди пре почетка Параолимпијских игара 2016. | Рекорди пре почетка Параолимпијских игара 2016. | Рекорди пре почетка Параолимпијских игара 2016. | Рекорди пре почетка Параолимпијских игара 2016. |
| --------------------------------------------------- | ----------------------------------------------- | ----------------------------------------------- | ----------------------------------------------- | ----------------------------------------------- | ----------------------------------------------- |
| Светски рекорд                                      | 18,86                                           | Ханиа Аиди                                      | Тунис                                           | Доха, Катар                                     | 23. октобар 2015.                               |
| Параолимпијски рекорд                               | 17,89                                           | Ливан Јанг                                      | Кина                                            | Лондон, Уједињено Краљевство                    | 5. септембар 2012.                              |
| Рекорди после завршених Параолимпијских игара 2016. |                                                 |                                                 |                                                 |                                                 |                                                 |
| Светски рекорд                                      | 20,25                                           | Флора Угвунва                                   | Нигерија                                        | Рио де Жанеиро, Бразил                          | 13. септембар 2016.                             |
| Параолимпијски рекорд                               | 20,25                                           | Флора Угвунва                                   | Нигерија                                        | Рио де Жанеиро, Бразил                          | 13. септембар 2016.                             |

### Класа Ф55
| Рекорди пре почетка Параолимпијских игара 2016.     | Рекорди пре почетка Параолимпијских игара 2016. | Рекорди пре почетка Параолимпијских игара 2016. | Рекорди пре почетка Параолимпијских игара 2016. | Рекорди пре почетка Параолимпијских игара 2016. | Рекорди пре почетка Параолимпијских игара 2016. |
| --------------------------------------------------- | ----------------------------------------------- | ----------------------------------------------- | ----------------------------------------------- | ----------------------------------------------- | ----------------------------------------------- |
| Светски рекорд                                      | 22,71                                           | Мартина Вилинг                                  | Немачка                                         | Берн, Швајцарска                                | 21. август 1999.                                |
| Параолимпијски рекорд                               | 19,66                                           | Маријана Бугенхаген                             | Немачка                                         | Атина, Грчка                                    | 26. септембар 2004.                             |
| Рекорди после завршених Параолимпијских игара 2016. |                                                 |                                                 |                                                 |                                                 |                                                 |
| Светски рекорд                                      | 23,26                                           | Diana Dadzite                                   | Летонија                                        | Рио де Жанеиро, Бразил                          | 10. септембар 2016.                             |
| Параолимпијски рекорд                               | 23,26                                           | Diana Dadzite                                   | Летонија                                        | Рио де Жанеиро, Бразил                          | 10. септембар 2016.                             |

### Класа Ф56
| Рекорди пре почетка Параолимпијских игара 2016. | Рекорди пре почетка Параолимпијских игара 2016. | Рекорди пре почетка Параолимпијских игара 2016. | Рекорди пре почетка Параолимпијских игара 2016. | Рекорди пре почетка Параолимпијских игара 2016. | Рекорди пре почетка Параолимпијских игара 2016. |
| ----------------------------------------------- | ----------------------------------------------- | ----------------------------------------------- | ----------------------------------------------- | ----------------------------------------------- | ----------------------------------------------- |
| Светски рекорд                                  | 24,03                                           | Мартина Вилинг                                  | Немачка                                         | Берлин, Немачка                                 | 13. јун 2008.                                   |
| Параолимпијски рекорд                           | 23,99                                           | Мартина Вилинг                                  | Немачка                                         | Пекинг, Кина                                    | 14. септембар 2008.                             |

## Сатница
| Датум               | Време | Класа   | Ниво   |
| ------------------- | ----- | ------- | ------ |
| 9. септембар 2016.  | 17:33 | Ф34     | Финале |
| 10. септембар 2016. | 17:35 | Ф55/Ф56 | Финале |
| 10. септембар 2016. | 19:22 | Ф37     | Финале |
| 13. септембар 2016. | 17:33 | Ф53/Ф54 | Финале |
| 13. септембар 2016. | 19:22 | Ф46     | Финале |
| 17. септембар 2016. | 19:41 | Ф12/Ф13 | Финале |

Сва времена су по локалном времену (UTC+3)

## Освајачи медаља

### Класе Ф12 и Ф13
|                                 |                            |                          |
| Нозимакон Кајумова · Узбекистан | Ирада Алијева · Азербејџан | Наталија Едер · Аустрија |

### Класа Ф34
|                   |                           |                          |
| Лиџуен Цоу · Кина | Марјана Хајкинен · Финска | Френсис Херман · Немачка |

### Класа Ф37
|                        |              |                  |
| Зирлене Коељо · Бразил | На Ми · Кина | Ћенћен Ђа · Кина |

### Класе Ф46
|                                    |                             |                           |
| Холи Арнолд · Уједињено Краљевство | Холи Робинсон · Нови Зеланд | Катажина Пјекарт · Пољска |

### Класе Ф53 И ф54
|                          |                    |                                            |
| Флора Угвунва · Нигерија | Ханиа Аиди · Тунис | Нтомбизанеле Ситу · Јужноафричка Република |

### Класе Ф55 И ф56
|                          |                          |                         |
| Diana Dadzite · Летонија | Мартина Вилинг · Немачка | Nadia Medjmedjo · Алжир |

## Резултати

### Финале

#### Класе Ф12 и Ф13
Такмичење је одржано 17.9.2016. годину у 11:02,
| Плас. | Атлетичарка               | Земља          | Кл. | ЛР    | ЛРС   | 1.    | 2.    | 3.    | 4.    | 5.    | 6.    | Рез.  | Бел.   |
| ----- | ------------------------- | -------------- | --- | ----- | ----- | ----- | ----- | ----- | ----- | ----- | ----- | ----- | ------ |
|       | Нозимакон Кајумова        | Узбекистан     | Ф13 | 43,31 | 43,31 | 41,27 | 44,58 | 43,25 | 40,76 | x     | 42,49 | 44,58 | СР, ПР |
|       | Ирада Алијева             | Азербејџан     | Ф12 | 44,18 | 38,41 | 39,27 | x     | 39,63 | 41,57 | 42,58 | 41,59 | 42,58 | ПР     |
|       | Наталија Едер             | Аустрија       | Ф12 | 39,88 | 39,58 | 40,49 | 37,52 | x     | 34,50 | 38,25 | 37,51 | 40,49 | ЛР     |
| 4.    | Јупинг Џао                | Кина           | Ф12 | 42,73 | 42,73 | 38,11 | 32,68 | 39,59 | x     | 37,94 | 34,44 | 39,59 |        |
| 5.    | Ја-Тинг Лиу               | Кинески Тајпеј | Ф12 | 36,98 | 36,38 | 35,18 | 31,05 | 32,59 | x     | 32,68 | 32,50 | 35,18 |        |
| 6.    | Ребека Валензуела Алварез | Мексико        | Ф12 | 36,33 | 33,10 | x     | x     | −     | −     | п1    |       |       |        |

1 Повукла се са такмичења

#### Класа Ф34
Такмичење је одржано 9.9.2016. годину у 17:33,
| Плас. | Атлетичарка           | Земља   | Кл. | ЛР    | ЛРС   | 1.    | 2.    | 3.    | 4.    | 5.    | 6.    | Рез.  | Бел.   |
| ----- | --------------------- | ------- | --- | ----- | ----- | ----- | ----- | ----- | ----- | ----- | ----- | ----- | ------ |
|       | Лиџуен Цоу            | Кина    | Ф34 | 20,98 | 19,80 | 21,00 | 21,68 | 21,86 | 17,87 | 18,17 | 18,97 | 21,86 | СР, ПР |
|       | Марјана Хајкинен      | Финска  | Ф34 | 20,79 | 18,27 | x     | x     | 18,42 | x     | x     | x     | 18,42 | ЛРС    |
|       | Френсис Херман        | Немачка | Ф34 | 18,94 | 18,40 | 18,14 | 17,74 | 18,16 | 17,40 | 17,85 | 17,39 | 18,16 |        |
| 4.    | Луцина Корнобис       | Пољска  | Ф34 | 18,81 | 17,78 | 17,42 | 17,88 | 16,74 | 16,42 | x     | x     | 17,78 | =ЛРС   |
| 5.    | Louadjeda Benoumessad | Алжир   | Ф34 | 19,27 | 16,00 | 16,96 | x     | x     | 14,61 | x     | x     | 16,96 | РР     |
| 6.    | Yousra Ben Jemaa      | Тунис   | Ф34 | 19,36 | 16,08 | 15,29 | x     | 15,07 | x     | x     | x     | 15,29 |        |
| 7.    | Марјам Солтани        | Иран    | Ф34 | 16,21 | 16,21 | 14,84 | 15,00 | x     | x     | x     | x     | 15,00 |        |
| 8.    | Саида Амоуди          | Мароко  | Ф34 | 15,15 | 14,84 | 12,97 | 14,24 | 13,87 | 13,22 | 13,16 | x     | 14,24 |        |

#### Класа Ф37
Такмичење је одржано 10.9.2016. годину у 19:22,
| Плас. | Атлетичарка   | Земља       | Кл. | ЛР    | ЛРС   | 1.    | 2.    | 3.    | 4.    | 5.    | 6.    | Рез.  | Бел. |
| ----- | ------------- | ----------- | --- | ----- | ----- | ----- | ----- | ----- | ----- | ----- | ----- | ----- | ---- |
|       | Зирлене Коељо | Бразил      | Ф37 | 37,86 | 36,93 | 35,55 | 37,34 | 37,57 | 32,73 | 37,10 | x     | 37,57 | ЛРС  |
|       | На Ми         | Кина        | Ф37 | 29,83 | 29,83 | x     | 30,18 | 28,35 | 28,96 | x     | x     | 30,18 | ЛР   |
|       | Ћенћен Ђа     | Кина        | Ф37 | 31,62 | 29,61 | x     | x     | 29,47 | x     | x     | x     | 29,47 |      |
| 4.    | Јомаира Коен  | Венецуела   | Ф37 | 29,89 | 29,89 | 26,96 | 28,56 | 28,51 | 28,46 | 28,14 | 26,98 | 28,56 |      |
| 5.    | Рае Андерсон  | Аустралија  | Ф37 | 26,09 | 25,42 | 25,58 | 28,46 | 27,88 | 25,98 | 26,22 | 27,83 | 28,46 | ЛР   |
| 6.    | Ева Берна     | Чешка       | Ф37 | 23,12 | 23,12 | 20,66 | x     | x     | x     | 21,79 | 23,27 | 23,27 | ЛР   |
| 7.    | Caitlin Dore  | Нови Зеланд | Ф37 | 22,30 | 22,30 | 19,55 | x     | x     | 20,87 | 20,74 | 20,49 | 20,87 |      |

#### Класа Ф46
Такмичење је одржано 13.9.2016. годину у 11:35,
| Плас. | Атлетичарка        | Земља                     | Кл. | ЛР    | ЛРС   | 1.    | 2.    | 3.    | 4.    | 5.    | 6.    | Рез.  | Бел.   |
| ----- | ------------------ | ------------------------- | --- | ----- | ----- | ----- | ----- | ----- | ----- | ----- | ----- | ----- | ------ |
|       | Холи Арнолд        | Уједињено Краљевство      | Ф46 | 40,53 | 40,07 | 41,10 | 41,68 | 38,28 | 38,70 | x     | 43,01 | 43,01 | СР, ПР |
|       | Холи Робинсон      | Нови Зеланд               | Ф46 | 40,81 | 40,81 | 40,80 | 38,92 | 40,13 | 40,83 | 41,22 | 40,62 | 41,22 | РР     |
|       | Катажина Пјекарт   | Пољска                    | Ф46 | 41,15 | 37,83 | 40,35 | 41,07 | 39,15 | 35,69 | 36,90 | 34,66 | 41,07 | ЛРС    |
| 4.    | Хунгмеј Џао        | Кина                      | Ф46 | 39,29 | 39,29 | 39,50 | 38,16 | 38,47 | x     | 39,82 | 39,44 | 39,82 | РР     |
| 5.    | Мадлен Хоган       | Аустралија                | Ф46 | 40,29 | 34,35 | 37,53 | 39,75 | 39,28 | 38,76 | 37,69 | 37,52 | 39,75 | ЛРС    |
| 6.    | Сашка Соколов      | Србија                    | Ф46 | 34,25 | 34,25 | 33,26 | 32,20 | 29,44 | 31,41 | 28,26 | 32,17 | 33,26 |        |
| 7.    | Surang Khamsuk     | Тајланд                   | Ф46 | 31,34 | 27,78 | x     | x     | 23,00 | 28,46 | x     | 26,68 | 28,46 | ЛРС    |
| 8.    | Maryam Almatrooshi | Уједињени Арапски Емирати | Ф46 | 31,25 | 28,98 | 25,11 | x     | 26,69 | x     | 25,41 | 26,94 | 26,94 |        |

#### Класе Ф53 и Ф54
Такмичење је одржано 13.9.2016. годину у 17:33,
| Плас. | Атлетичарка           | Земља                  | Кл. | ЛР    | ЛРС   | 1.    | 2.    | 3.    | 4.    | 5.    | 6.    | Рез.  | Бел.   |
| ----- | --------------------- | ---------------------- | --- | ----- | ----- | ----- | ----- | ----- | ----- | ----- | ----- | ----- | ------ |
|       | Флора Угвунва         | Нигерија               | Ф54 | 13,93 |       | 20,25 | 17,88 | x     | x     | 18,04 | 18,72 | 20,25 | СР, ПР |
|       | Ханиа Аиди            | Тунис                  | Ф54 | 14,35 | 14,18 | 18,28 | x     | 18,88 | 17,45 | 18,23 | x     | 18,88 | ЛР     |
|       | Нтомбизанеле Ситу     | Јужноафричка Република | Ф54 | 17,32 | 17,32 | 17,18 | 17,88 | 17,90 | 17,52 | 16,73 | x     | 17,90 | ЛР     |
| 4.    | Ливан Јанг            | Кина                   | Ф54 | 18,50 | 18,30 | x     | x     | 17,30 | 16,80 | 17,39 | 17,52 | 17,52 |        |
| 5.    | Poliana Jesus         | Бразил                 | Ф54 | 14,42 | 14,22 | 13,94 | 13,96 | 13,72 | 13,17 | 13,69 | 12,61 | 13,96 |        |
| 6.    | Естела Салас          | Мексико                | Ф53 | 11,69 |       | x     | 10,83 | x     | x     | 11,62 | 11,16 | 11,62 | ЛРС    |
| 7.    | Raya Al'Abri          | Оман                   | Ф54 | 9,18  | 9,18  | 9,27  | x     | x     | 8,67  | x     | 9,57  | 9,57  | ЛР     |
|       | Фадила Нафати         | Тунис                  | Ф54 | 14,35 | 14,18 | x     | x     | x     |       |       |       | БП    |        |
|       | Јаниве Торес Мартинез | Колумбија              | Ф54 | 16,85 | 16,85 | x     | x     | x     |       |       |       | БП    |        |

#### Класе Ф55 и Ф56
Такмичење је одржано 10.9.2016. годину у 17:35,
| Плас. | Атлетичарка                    | Земља     | Кл. | ЛР    | ЛРС   | 1.    | 2.    | 3.    | 4.    | 5.    | 6.    | Рез.  | Бел.   |
| ----- | ------------------------------ | --------- | --- | ----- | ----- | ----- | ----- | ----- | ----- | ----- | ----- | ----- | ------ |
|       | Diana Dadzite                  | Летонија  | Ф55 | 22,36 | 22,36 | 22,25 | 23,08 | 23,26 | 23,19 | 21,77 | 21,78 | 23,26 | СР, ПР |
|       | Мартина Вилинг                 | Немачка   | Ф56 | 23,84 | 22,41 | 21,80 | x     | 22,22 | 21,42 | x     | x     | 22,22 |        |
|       | Nadia Medjmedj                 | Алжир     | Ф56 | 19,72 | 19,72 | 19,45 | 20,24 | x     | x     | 18,36 | 19,63 | 20,24 | РР     |
| 4.    | Hashemiyeh Motaghian Moavi     | Иран      | Ф56 | 17,37 | 17,24 | 18,99 | 19,83 | 18,74 | x     | x     | 19,81 | 19,83 | РР     |
| 5.    | Данијела Тодорова              | Бугарска  | Ф55 | 19,25 | 18,80 | 18,95 | 18,49 | 19,06 | 18,73 | 19,54 | 19,02 | 19,54 | ЛР     |
| 6.    | Раиса Роша Машадо              | Бразил    | Ф56 | 19,22 | 19,22 | 17,38 | x     | 18,34 | x     | 18,57 | x     | 18,57 |        |
| 7.    | Анђела Мадсен                  | САД       | Ф56 | 21,20 | 17,92 | 17,21 | x     | x     | 15,24 | 16,84 | x     | 17,21 |        |
| 8.    | Ерика Марија Кастано Салазар   | Колумбија | Ф55 | 15,67 | 15,24 | 15,85 | 16,40 | 15,00 | 15,07 | x     | x     | 16,40 | РР     |
| 9.    | Фејсја Дунг                    | Кина      | Ф55 | 16,88 | 15,59 | 13,76 | 14,33 | 14,25 |       |       |       | 14,33 |        |
| 10.   | Милка Милинковић               | Хрватска  | Ф55 | 15,67 | 15,67 | 13,70 | 13,92 | 13,95 |       |       |       | 13,95 |        |
| 11.   | Ивет дел Росарио Валдез Ромеро | Панама    | Ф55 | 13,65 | 13,65 | 13,27 | 11,76 | 13,57 |       |       |       | 13,57 |        |
| 12.   | Коротоумоу Кулибали            | Мали      | Ф55 | 13,13 | 13,13 | x     | x     | 12,77 |       |       |       | 12,77 |        |